# Кодекс Тайхо
Кодекс Тайхо́ (яп. 大宝律令, たいほうりつりょう, тайхо-ріцурьо, «кримінальне і цивільне право року Тайхо») — збірник законів стародавньої японської держави VIII століття.
Укладений у 701, 1 році Тайхо, зусиллями принца Осакабе і Фудзівари но Фухіто.
Складається з 6 томів кримінального (律, ріцу) і 11 томів цивільного (令, рьо) права. До прийняття Кодексу Йоро у 757 році виконував роль основного закону Японії.
Оригінал документу не зберігся. Про існування Кодексу Тайхо свідчать повідомлення збірника тлумачень цивільного права «Рьоносюґе» Кодексу Йоро.
Кодекс в основних рисах визначав соціально‒політичний лад і життєвий уклад японців на період понад 500 років. Цей правовий пам'ятник містить у собі практично кілька різних кодексів: цивільний, сімейний, земельний та ін. Об'єднання різних галузей права в один законодавчий акт пояснюється відсутністю в той час самих понять правового інституту і галузей права.